# 西武バス立川営業所

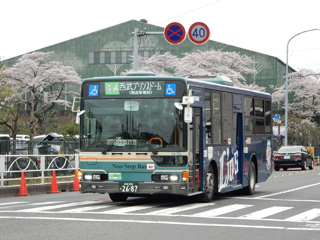
立川営業所のライオンズラッピングバス（A4-754）
西武プリンスドーム行き臨時バス運用に充当中

西武バス立川営業所（せいぶバスたちかわえいぎょうしょ）は、東京都立川市高松町に位置する西武バスの営業所。立川駅から立川市内と東大和市を中心に、昭島市・小平市・東村山市・国分寺市・武蔵村山市に路線網を有し、一部路線では埼玉県所沢市までの運行を担っている。
営業所の最寄りバス停留所は「西武バス立川営業所」。停留所は立川通り沿いに上下線各1本と、下り出庫用として営業所構内にもある。上り出庫用は立川通り沿いのバス停を利用する。

## 沿革
立川営業所の歴史は古く、1936年（昭和11年）に西武鉄道（旧）が立川 - 所沢間のバス路線を開業し、その際に立川派出所と所沢派出所を設置した。この立川派出所が立川営業所の前身であり、所沢派出所は所沢営業所の前身となった。
1960年代には所沢駅・飯能駅・箱根ケ崎駅と立川駅を結ぶ路線を、立川営業所単独、西武バスの他の営業所との共管、他の事業者との共同運行により運行していたが、1970年代以降モータリゼーションの進展により、沿線道路の渋滞のため定時運行が難しくなると、これらの長距離路線は遅延などを理由に短縮・廃止されていった。
1996年に立川営業所（初代）は、小平営業所に統合される形でいったん廃止され、跡地は西武バス立川案内所と日産レンタカーの営業所となっていた。
2000年に西武バスの子会社として「西武自動車（3代目）」が設立され、一部路線の管理を委託することとなった。そのため2002年4月1日に立川営業所（2代目）を再開した。西武自動車への受託業務は立川営業所のほか、飯能・練馬・高野台の各営業所で行われた。2010年12月1日に「西武自動車（3代目）」は西武バス本体に吸収合併され、同日から委託路線は西武バス本体による運行となった。
小平営業所へ統合される以前の立川営業所の最寄り停留所名は「立川車庫」で、行先表示も同様に「立川車庫」であった。立川営業所再開後は最寄り停留所名を「西武バス立川営業所」とし、並走する立川バスも西武バスでの改名に合わせて停留所名を変更した。

## 現行路線
臨時便である西武ドーム線ならびに出入庫に関連する路線を除き、全ての路線が立川駅を発着する。西武バス立川営業所の最寄りバス停留所名は「西武バス立川営業所」だが、以下「立川営業所」と略記する。

### 立川駅北口 - 幸町団地線
- 立32：立川駅北口 - 立川営業所 - 中砂保育所 - 立川八小 - 砂川八番 - 幸町団地
- 立40：立川駅北口 - 立川営業所 - 榎戸弁天 - 砂川九番 - 幸町団地

1966年に立川駅南口 - 立川八小前として、立川バス上水営業所との共同運行により開業。「立川八小前」停留所は、立川バスでは「第八小学校」と呼称していた。その後、立川駅南口発着から北口発着へ短縮された。
2011年5月16日に立川八小前折返所の廃止と幸町団地への延伸（同時に立40の大幅減便）とともに、立川バスが撤退して西武バスの単独運行となった。
立川駅北口のロータリー整備以降、立川駅行きに限っては停留所の位置の関係で、他の路線では直進する曙橋交差点を右折し、髙島屋正面と立川北駅の真下を通過してから立川駅北口に到着する経路となっていたが、2011年5月16日の幸町団地延伸時に経路変更して解消された。
立40は、砂川九番までは立川通りを通り、五日市街道へ入ってから、小平市との境目に近い幸町団地へ向かう。
2011年5月16日のダイヤ改正で、立32が幸町団地へ延伸した際に、立40は平日は早朝・夜間各2往復、土曜・休日は夜間2往復のみに減便された。
2017年11月1日のダイヤ改正で、立40が土休日昼間時往復1本増便となった（代わりに同時間帯の立32は毎時往復1本ずつ減便）。
2018年12月1日のダイヤ改正で、立40が土曜は早朝1往復増便され計8往復となった（日曜・祝日は計7往復）。

### 立川駅北口 - 東大和市駅 - 東村山駅西口線
- 立35：立川駅北口 - 立川営業所 - 砂川九番 - 東大和市駅 - 奈良橋 - 武蔵大和 - 東村山駅西口
- 立35-1：立川営業所 - 奈良橋 - 東村山駅西口[4]
- 東大和35：東大和市駅 - 奈良橋 - 武蔵大和 - 東村山駅西口
- 立36：立川駅北口 - 東大和市駅 - 奈良橋[4]

東村山駅での折返しは転車台を利用していたが、東村山駅再開発事業に伴い2008年5月1日より仮設駅前広場が整備され、転車台は廃止された。東村山駅西口行の第1便は出庫系統の立35-1となる。
東大和35は2012年11月16日のダイヤ改正で新設された、平日ダイヤ2便のみ運行される東大和市駅発着系統である。
立36は2020年6月1日のダイヤ改正で新設された、後述する立37との分岐点である奈良橋折返し系統である。奈良橋付近には折り返し場がないことから、芝中団地の折り返し場に回送され、ここで休息をとる。奈良橋から営業する場合は、芝中団地から回送される。

### 立川駅北口 - 東大和市駅 - イオンモールむさし村山線

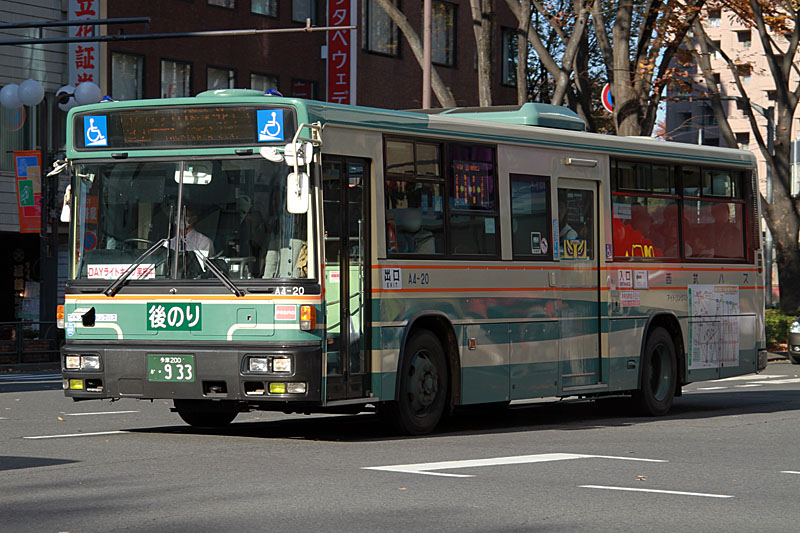
立37 (A4-20)

- 立37：立川駅北口 - 立川営業所 - 砂川九番 - 東大和市駅 - 奈良橋 - 芋窪 - 武蔵村山市役所 - イオンモールむさし村山
- 立37-1：立川営業所（構内） - 砂川九番 - 東大和市駅 - 奈良橋 - 芋窪 - 武蔵村山市役所 - イオンモールむさし村山
- 東大和37：東大和市駅 - 奈良橋 - 芋窪 - 武蔵村山市役所 - イオンモールむさし村山

1960年代前半の開通で、当初は箱根ケ崎駅までの本線と横田折返し便からなる路線で、後に折返し地点が横田から長円寺へ延伸された。箱根ケ崎へは利用客の減少から1970年代に廃止され、立川駅 - 長円寺間の路線として長らく運行を続けた。
2006年11月13日、日産自動車村山工場跡地に複合商業施設「ダイヤモンドシティ・ミュー」が開業したため、終点を長円寺からダイヤモンドシティに変更した。「ダイヤモンドシティ・ミュー」は、2007年9月22日より「イオンモールむさし村山ミュー」と名称が変わり（2011年10月21日に「イオンモールむさし村山」に再度改称）、停留所名称も2008年2月16日より「イオンモール」に変更され、2018年9月1日からは現施設名と同じ「イオンモールむさし村山」へ変更された。イオンモールむさし村山発の最終便とイオンモールむさし村山行きの第1便は出入庫系統の立37-1となる。
東大和市駅 - 武蔵村山市役所間で都営バス梅70系統と共通定期券の取り扱いを行っている。

### 立川駅北口 - 東大和市駅 - 南街 - 芝中団地線

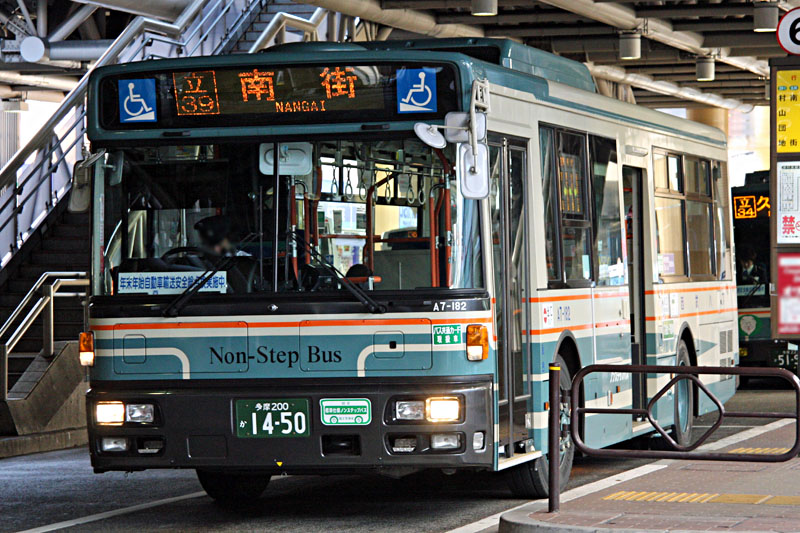
立39 (A7-182)

- 立39：立川駅北口 - 立川営業所 - 榎戸弁天 - 砂川九番 - 東大和市駅 - 南街入口 - 南街
- 系統番号なし（元：立39-4）：南街 - 都立薬用植物園前 - 砂川九番 - 榎戸弁天 - 立川営業所
- 立39深夜：立川駅北口 - 立川営業所 - 榎戸弁天 - 砂川九番 - 東大和市駅 - 南街入口 - 南街
- 立45：立川駅北口 - 立川営業所 - 榎戸弁天 - 砂川九番 - 東大和市駅 - 南街入口 - 南街 - いちょう通り - 芝中団地
- 系統番号なし（元：立45-1）：立川営業所（構内） → 榎戸弁天 → 砂川九番 → 東大和市駅 → 南街入口 → いちょう通り → 芝中団地（出庫便）
- 深夜：立川駅北口 → 立川営業所 → 榎戸弁天 → 砂川九番 → 東大和市駅

1998年の多摩都市モノレール線開業時に、南街停留所の手前からいちょう通りを北上する立45が新設された。南街（なんがい）バス停は東大和市駅から西へ1kmほどのイトーヨーカドー東大和店の向かいに位置する。
2016年10月6日の改正により、立45はいったん「南街」バス停のロータリー内を経由することになった。平日の出庫便である第1便は経由せず、系統番号なしとして運行される。
「系統番号なし（元：立39-4）」は、入庫便の立川営業所行は、停留所位置の関係で東大和市駅を経由しない。2016年10月16日からの運行本数は、南街行が平日は夜間3本で土曜と日曜・祝日は夜間2本、立川営業所行が平日は早朝3本で土曜と日曜・祝日は早朝2本となっている。
「深夜」は以前「立41」という系統番号で全日運行されていたが、後に系統番号が表示されない「系統番号なし」(事実上の立39-3)となった。2016年10月16日の立33新設時に深夜バス以外が廃止され「深夜」という系統番号が付与され、深夜バスのみが平日の深夜に運行されるようになった。「立39深夜」は平日ダイヤ・土曜ダイヤのみ設定されており、日曜・祝日には運行されない。

### 立川駅北口 - 東大和市駅線
- 立33：立川駅北口 - 立川営業所 - 砂川九番 - 小平営業所 - 小川一番 - 東大和市駅
- 立38：立川駅北口 - 立川営業所 - 砂川九番 - 中島町 - 東大和市駅
- 立38-1：立川営業所 - 砂川九番 - 中島町 - 東大和市駅

立33系統は2016年10月16日に運行開始し、当時東大和市駅のロータリー内から発車する唯一の立川駅北口行の系統であった。4番乗り場から発車する（その他は青梅街道側乗り場と用水北通り乗り場）。
立38系統は2022年3月16日に運行開始し、小平営業所を経由せずに東大和市駅まで最短経路で走行している。同時に立33系統は大幅減便された。
立38-1系統は2023年12月1日に運行開始した。
「立33」の系統番号は、かつて小平営業所管轄であった立川駅北口 - 砂川九番 - 小平車庫（当時の名称） - 小川駅 - 久米川駅線とは直接の関連はない。

### 立川駅南口 - 新道福島線
- 立71：立川駅南口 - 富士見町団地 - 団地西 - 昭島団地 - 新道福島（立川バス福生営業所と共同運行、2022年9月16日より深夜バスあり）

立川駅から南下し、新奥多摩街道を走行する。立川バスは「富士見町操車場」が終点になるが、西武バスは「団地西」バス停に停車後、2つ先の終点「新道福島」バス停まで運行する（※立川バスの「富士見町操車場・降車場」バス停には停車しない） 。また西武バス専用の「新道福島」折返場がある。
立川駅南口からは西武バスと立川バスがほぼ交互に運行している。なお、深夜バス（立71深夜）の運行は立川バスが行っており、西武バスでは深夜バスを運行していなかったが（西武バスの路線図には「立71深夜」の系統番号が記載されている）、2022年9月16日より起点停留所を23時以降に発車する便を深夜バスの対象となったため、西武バスも立71系統の深夜バスを運行する形に変更された。この深夜バスを学トクIC定期券・金額式IC定期券で利用する場合は、普通運賃分をチャージ残高として自動的に清算、東京都シルバーパスについては、西武バス便のみ普通運賃を支払うことで利用はできる。
2015年5月1日より、立川バスとともに乗降・支払方法が「前乗り前払い式」となった。

### 立川駅南口 - 立川駅北口線
- 立72：立川駅南口 - ( ←立川銀座 / プラザシティ立川→ ) - 西郷地 - 西立川 - 立川駅北口

立川駅の西側を南北半循環する。当路線も西郷地付近の一部で昭島市内を通過する。立川駅北口周辺の再開発事業により、駅北口付近は行きと帰りで経路が異なる。2023年4月1日より、運行の見直しが行われ、土曜・日曜・祝日は運休となる。

### その他
- 立41：立川駅北口 - 高松町三丁目 - 立川営業所
- 立41-1：立川駅北口 - 高松町三丁目 - 立川営業所(曙橋経由)

かつては系統番号は付与されていなかった。長距離路線が多く遅れやすい立川駅方面は、補完のため日中でも1時間に2～3本運転されているが、立川営業所行きは夜間帯に数本運転されるのみで、ほかは回送での入庫が基本となっている。平日の朝1本は立41-1として曙橋交差点を右折し、多摩モノレールの高架下からロータリーに入る。

### 西武球場前線
- ドーム：上北台駅 - 西武球場前（ベルーナドーム）（直行）
- ドーム：立川駅北口 - 玉川上水駅 - 上北台駅 - 西武球場前（ベルーナドーム）（直行）

（ドーム行きは途中停留所乗車のみ、帰り便は途中停留所降車のみ）
ベルーナドームにおける野球・イベント開催時のみ運行される臨時便。立川バス上水営業所と共同運行。
かつては立36（立川駅 - 東大和市駅 - 芋窪 - 西武球場前）として運行され、近隣の西武バス営業所から応援車両を集めてピストン輸送を行っていたが、1999年3月20日より上北台駅発着に変更された。1999年シーズンから2006年シーズンまでの間、奈良橋経由便は「ドーム100」、後に新設された直行便は「ドーム101」の系統番号が表示されていた。
2014年9月13日から、復路のみ立川駅北口まで運転されるようになった（試合開始2時間後運行のバスのみ奈良橋経由上北台駅止まり）。同時に奈良橋経由便の途中バス停が行き便が乗車のみ、帰り便が降車のみの扱いになった。
2015年7月24日より立川駅発着便を設定し、立川バスとの共同運行を開始した。立川バスとの2社体制後はベルーナドームでの野球・イベント開催日に限り、立川駅北口および玉川上水駅・上北台駅から臨時直通バスが運行されることとなり、奈良橋経由便は廃止となった。ダイヤはプロ野球の試合開始時間によって異なるほか、ライブなどのイベント開催時の運行はその都度、西武バスと立川バスのホームページにて告知される。
2018年シーズンより、埼玉西武ライオンズの球団関係施設整備工事の影響によって狭山不動尊の駐車場発着となり、運行は野球開催時のみでコンサートなどのイベント時には運行されなくなった。
基本運行パターンは、行きは試合開始4時間前から立川駅発玉川上水駅・上北台駅経由ベルーナドーム行きを20分間隔で3本運行した後、上北台駅発ベルーナドーム行きを15分間隔で9本運行する。いずれも途中降車はできず、3本あたり立川バス1本、西武バス2本の割合で担当する。
帰りは試合開始2時間後に西武バスにより上北台駅行きを1本のみ運行し、試合終了後から立川駅行きを随時運行、試合終了30分後に最終バスが発車する。帰りはベルーナドームからのみ乗車が可能。いずれも両社の各種定期券、IC一日乗車券は利用できない。2017年現在、復路はすべての便が立川駅北口行きとなる。系統番号は西武バスに関しては路線図では「ドーム」とのみ案内されている。
2023年シーズンでは、多摩湖周辺の道路工事に伴う交通規制で大幅な遅延が予想されることから、土曜日・日曜日・祝日に1軍の公式戦開催日のみの運行に縮小、平日に試合がある時の運行は行わないため、立川駅や同駅以遠を利用する際は、西武多摩湖線・西武山口線・西武狭山線などを利用し、途中駅で乗り換える必要がある。2024年・2025年も土曜日・日曜日・祝日に1軍の公式戦開催日のみの運行、また試合展開に関わらず、試合開始してから3時間30分後が終バスとなり、それ以前に終了した場合は試合終了後から随時運行する形をとる。
特筆すべき事項として、過去の「埼玉vs.千葉シリーズ」開催時には、千葉ロッテマリーンズのラッピングが施された京成バス新都心営業所の車両を借り入れて運行することがあった。逆に、ZOZOマリンスタジアムでの埼玉vs.千葉戦開催時には、京成バス新都心営業所に当営業所のA2-875号車が貸し出され、海浜幕張駅 - ZOZOマリンスタジアム間を運行することがある。なお、このときは登録番号が習志野ナンバーとなるので、戻ってきたときのナンバーはその都度変更になる。2017年シーズン以降も「埼玉vs.千葉シリーズ」は開催されているが、ラッピングバスの相互貸出はされていない。

## 廃止・移管路線

### 旧・立川営業所担当路線
- 立16：立川駅北口 → 砂川七番 → 天王橋 → 宮沢 → 西郷地 → 立川駅北口（砂川循環）
- 立86：立川駅北口 → 西郷地 → 宮沢 → 天王橋 → 砂川七番 → 立川駅北口（砂川循環）

他の系統と異なり芋窪街道を通過する系統で、立川駅の乗り場は同方向の立川バス系統とは異なり、立16は立40幸町団地行等と同じ3番、立86が立32立川八小前行とともに14番であった。
- 立36：立川駅北口 - 立川車庫 - 榎戸弁天 - 砂川九番 - 東大和市駅 - 奈良橋 - 芋窪 - 西武球場前

元来は所沢営業所管轄で所沢駅から運行されていたが、1985年に西武球場 - 立川駅に短縮した上で立川営業所へ移管後はプロ野球公式戦開催日のみ運行となった。1998年の多摩モノレール線開通により、翌1999年シーズンのドーム100の運行開始と同時に廃止された。
- 立37：立川駅北口 - 立川営業所 - 榎戸弁天 - 砂川九番 - 東大和市駅 - 奈良橋 - 芋窪 - 武蔵村山市役所 - 長円寺

2006年11月13日のダイヤモンドシティ・ミュー開業により、ダイヤモンドシティ（現・イオンモールむさし村山）発着へ変更。
- 立41（初代）：立川駅南口 - 西郷地 - 立川駅北口 - 昭和工高西門
- 立42：立川駅南口 - 西郷地 - 立川駅北口 - 立川車庫
- 立41（2代）：立川駅北口 - 立川車庫 - 榎戸弁天 - 砂川九番 - 東大和市駅

かつては立川駅北口と南口を直通する路線が、現行の立40（立川駅 - 幸町団地）も含めて40番台として存在した。立42は南口発着路線の出入庫路線で、路線の多くが北口発着となったため1995年に廃止。
北口発着の立41（2代）と同一区間が、2010年に深夜バスとして運行された。当初は系統番号がなかったが、2018年に「深夜」という系統番号が付与された。
- 立45-1：東大和市駅 - 南街入口 - いちょう通り - 芝中団地

2003年10月16日廃止。

### 現・立川営業所担当路線
- 立39-2：立川駅北口 - 立川営業所 - 榎戸弁天 - 砂川九番 - 東大和市駅 - 南街 - 村山団地（循環）
  - 末期は1日2便であった。
- 立39-1:立川営業所 - 東大和市駅 - 南街入口 - 南街
  - 2016年10月16日廃止[18]。
- 立39-1：立川営業所（構内） → 榎戸弁天 → 砂川九番 → 東大和市駅 → 南街入口 → 南街（出庫便、土曜・休日1本のみ）
- 立51：立川駅北口 - 立川営業所 - 上弁天 - 西町四丁目 - けやき台団地（立川バス上水営業所と共同運行）
  - 立51は2019年5月15日をもって西武バスが撤退、翌16日から立川バスの単独運行となった。現行ダイヤのまま西武バス便を立川バスが肩代わりする[19]。
- 系統番号なし（元：立39-2）：都立薬用植物園前 → 砂川九番 → 立川営業所 → 立川駅北口
  - 2014年2月16日に新設されたが、2022年3月16日廃止[20]。以前存在した村山団地線とは無関係。日曜夜1本のみの運行であった。

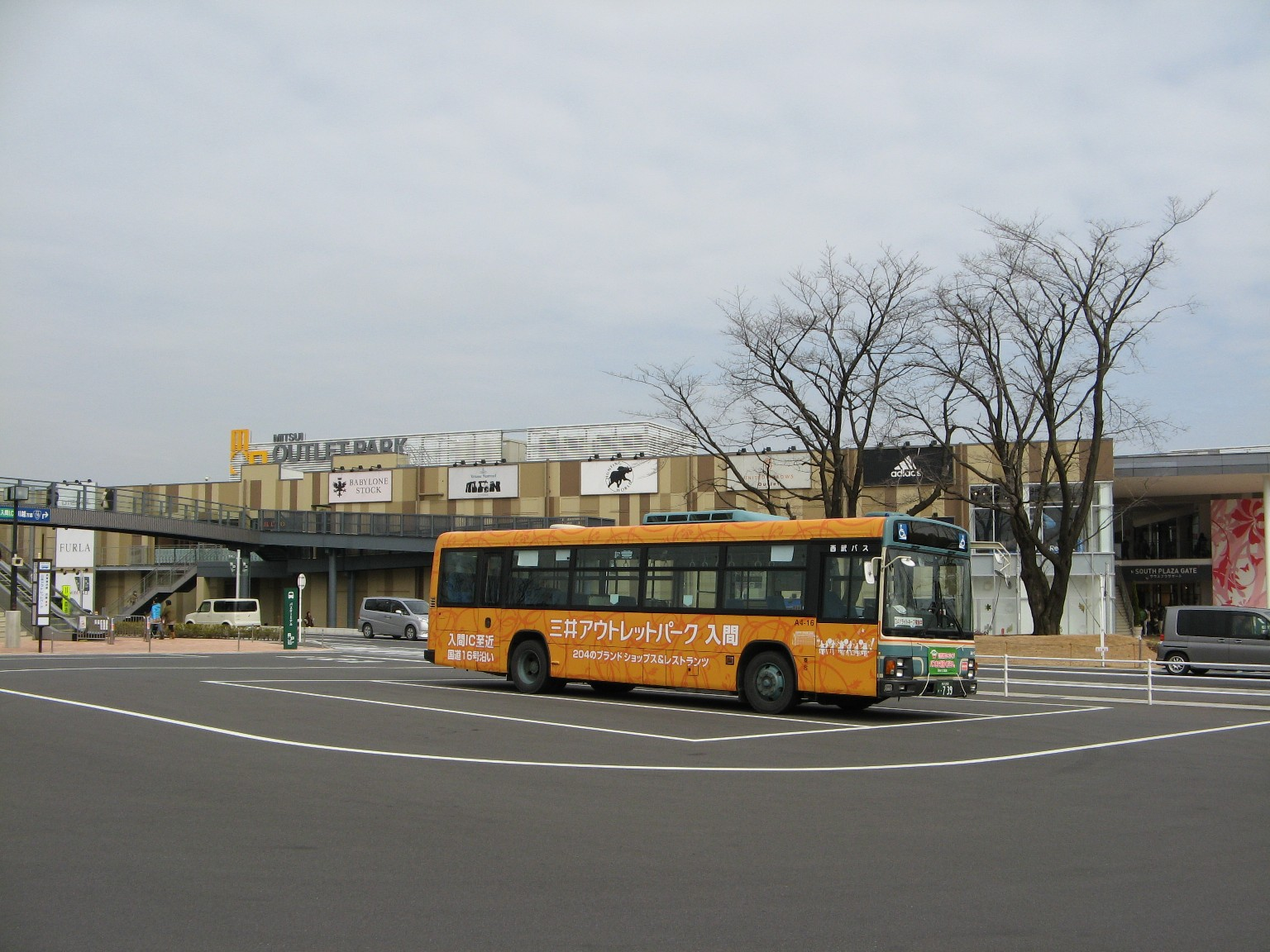
三井アウトレットパーク入間のラッピング広告バス
飯能営業所所属車両

- 立70：立川駅南口 -（直通）- 三井アウトレットパーク（小平営業所・立川バス福生営業所と共同運行）
  - 2011年11月19日に土休日のみ運行開始。東京都シルバーパスは利用できなかった。立川駅南口は立72と同じ1番のりばから発車していた。西武バス便は前乗り中降り、立川バス便は中乗り前降りと乗降方式が異なっていた。時期不明だが、以前は飯能営業所が担当していた。
  - 2023年（令和5年）1月9日運行をもってより長期運休を経て、同年12月31日廃止[21]。

## 車両
かつては西武バスの他の営業所と同様に、日産ディーゼル（現:UDトラックス）の車両で統一されており、日産ディーゼル車は富士重工製の車体を架装していたが、富士重工のバスボディ製造事業撤退により西日本車体工業製に変更された。末期は三菱ふそう・エアロスター（2代目）のOEM車種であるスペースランナーA（AP系）も導入された。
2011年にUDトラックスのバス製造事業が終了してからは、2017年までは三菱ふそう製のバスを導入していた。2017年以降はいすゞ自動車製の車両も導入している。2018年には、西武バスの大型一般路線バスとしては10年ぶりとなる日野自動車製のブルーリボンハイブリッド（HL系）が納入された。
なお、立川営業所ではコミュニティバスの運行を担当していないため、コミュニティバス用の小型車の在籍はない。
一部の車両には埼玉西武ライオンズのラッピングが施されており、立川駅・上北台駅 - 西武ドーム線はこれらの車両が優先して運行される。
2016年からは行先表示器（前面・側面・後面）をフルカラーLEDに改造した一般路線バスが登場し、後に全車改造された。フルカラーLED式の行先表示機に系統番号を表示する際には、西武バス「ルートマップ」の路線別カラーに準じた色を背景色として使用している。

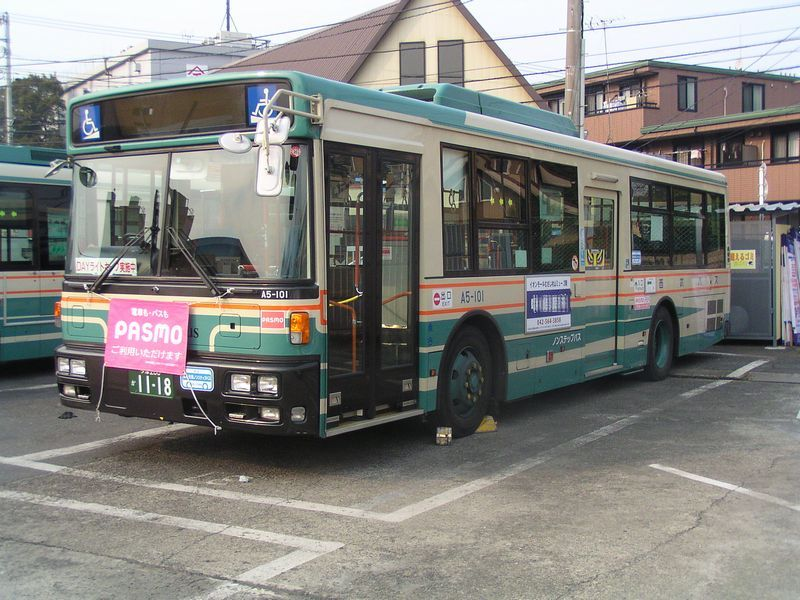
大型車 (A5-101)
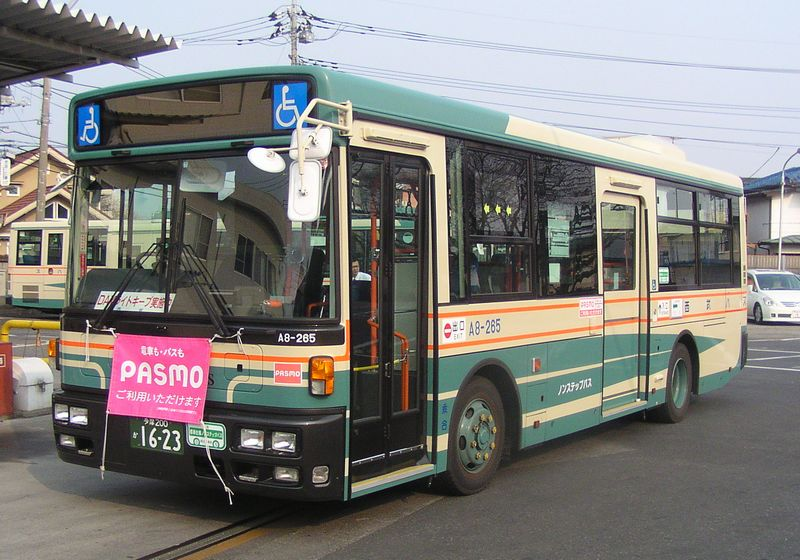
中型車 (A8-265)